# Shimanto
Shimanto (Japans: 四万十市, Shimanto-shi) is een Japanse stad in de prefectuur Kochi. In 2014 telde de stad 34.855 inwoners. Het oostelijke deel van de stad ligt aan de Grote Oceaan.

## Geschiedenis
Op 10 april 2005 werd Shimanto benoemd tot stad (shi). Dit gebeurde na het samenvoegen van de gemeente Nakamura (中村市) en het dorp Nishitosa (西土佐村).

## Partnersteden
- Betsukai, Japan
- Shionoe, Japan
- Bozhou, China

Steden:
Aki · Kami · Kōchi (hoofdstad) · Kōnan · Muroto · Nankoku · Shimanto · Sukumo · Susaki · Tosa · Tosashimizu

Districten:
Agawa · Tosa · Hata · Nagaoka · Takaoka · Aki
Gemeenten per district